# Lake Taupo Cycle Challenge
El Lake Taupo Cycle Challenge es un evento ciclista con la participación más grande de Nueva Zelanda.

## Historia
Desde sus comienzos en 1977 con 26 participantes, el evento ha crecido de manera significativa, actualmente es propiedad y organizado por el Club Rotario de Taupo Moana que consiste en 1 000 voluntarios locales que pertenecen a 43 grupos que proporcionan el tan necesario apoyo a los participantes a lo largo del fin de semana.
El paseo empieza y acaba en la ciudad de Taupo con un circuito de aproximadamente 160 km rodeando el lago Taupo de cráter volcánico, en el centro de la Isla Norte. Por encima de 11,000 ciclistas participan cada año.
Es el primer evento en Oceanía en ser incluido en la Golden Bike Series de la Unión de Ciclista Internacional (UCI).
Más de $1,2 millones han sido distribuidos a la comunidad a través de pagos voluntarios y por el Rotary Club en los últimos 15 años. Desafío Ciclo inyecta un estimado de $4,64 millones en la economía de Taupo, según la investigación en el evento de 2009.

## Galería

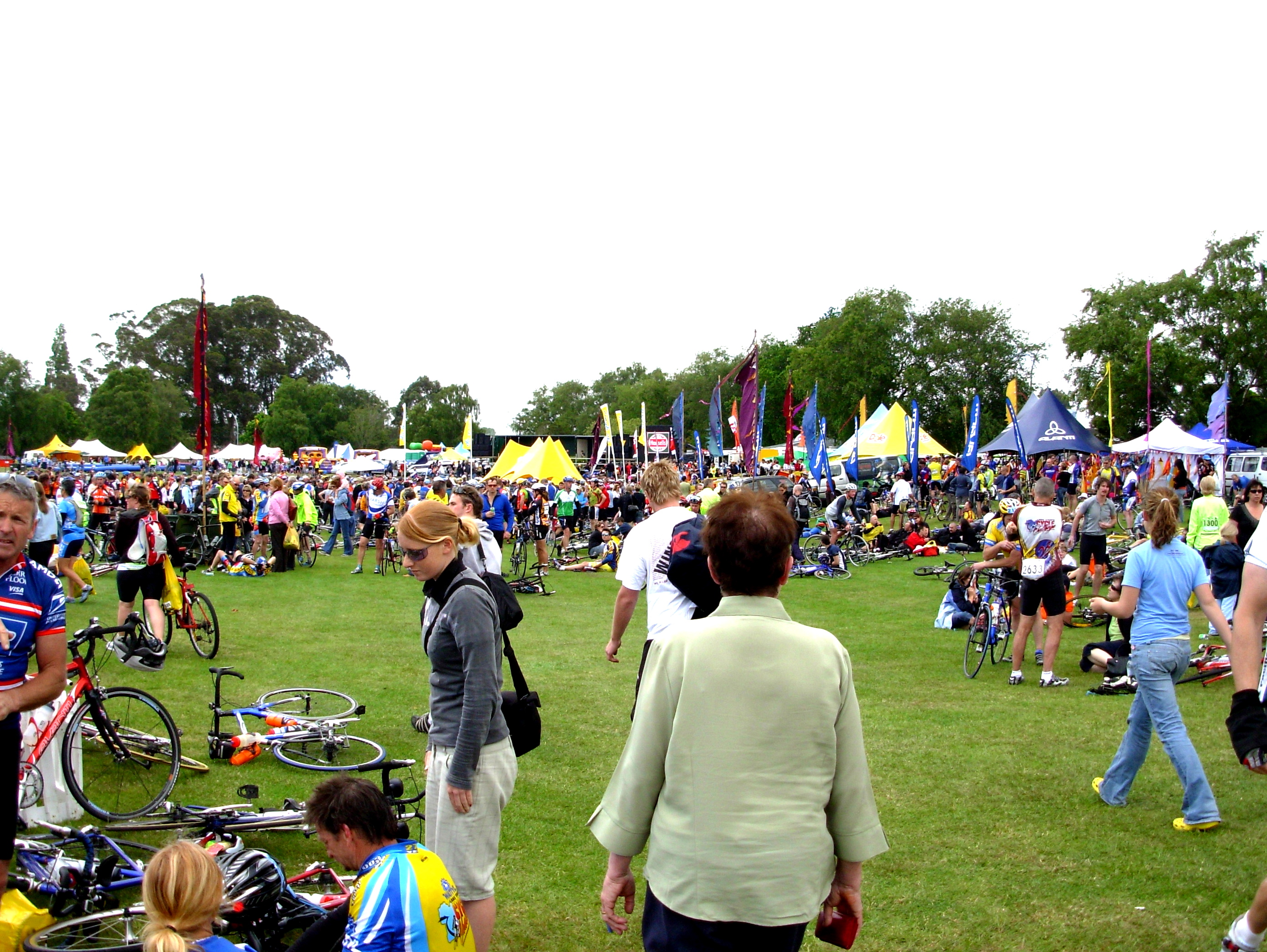
Junto al Lago Taupo.
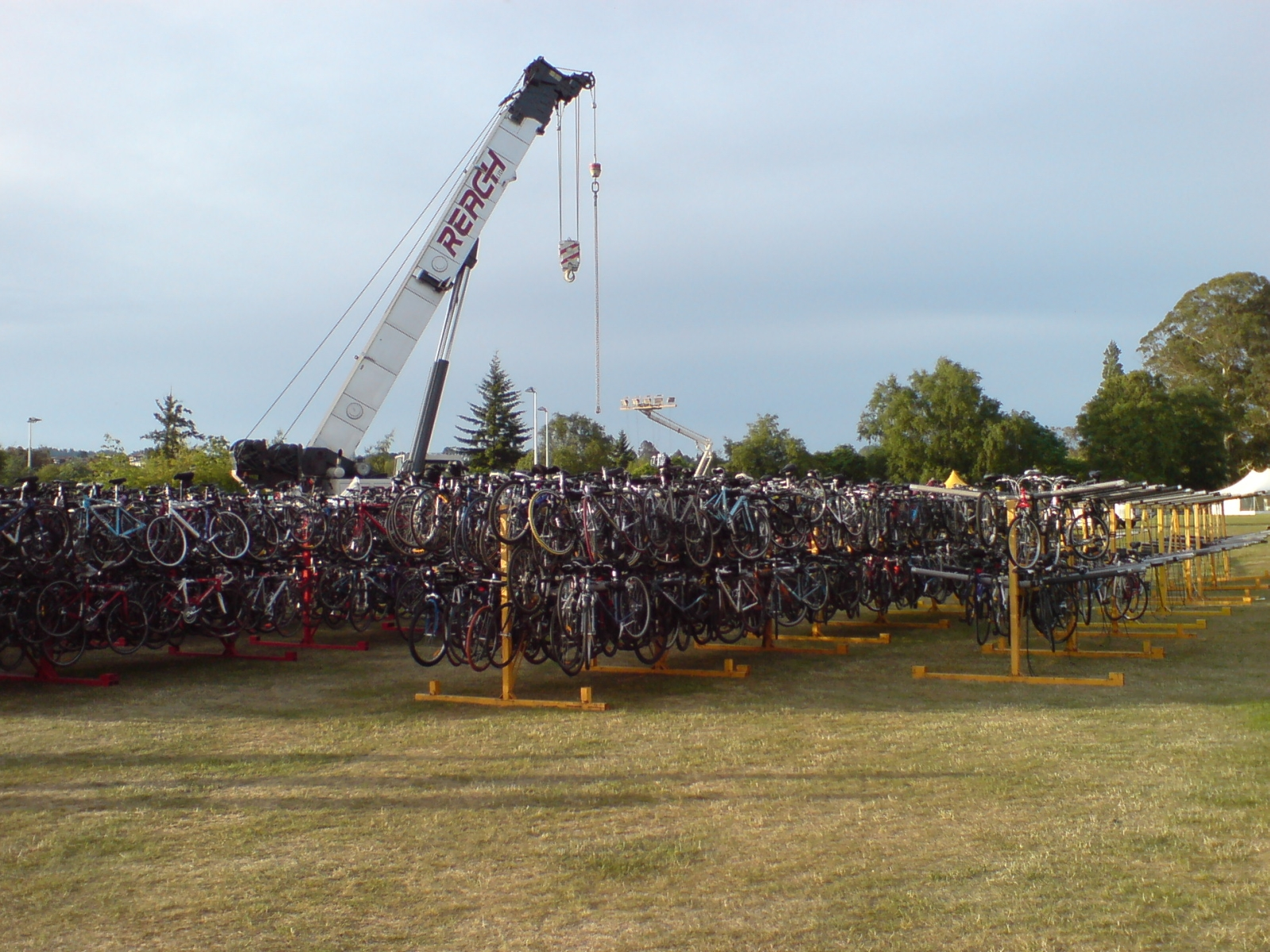
Cantidad masiva e bicicletas estacionadas.
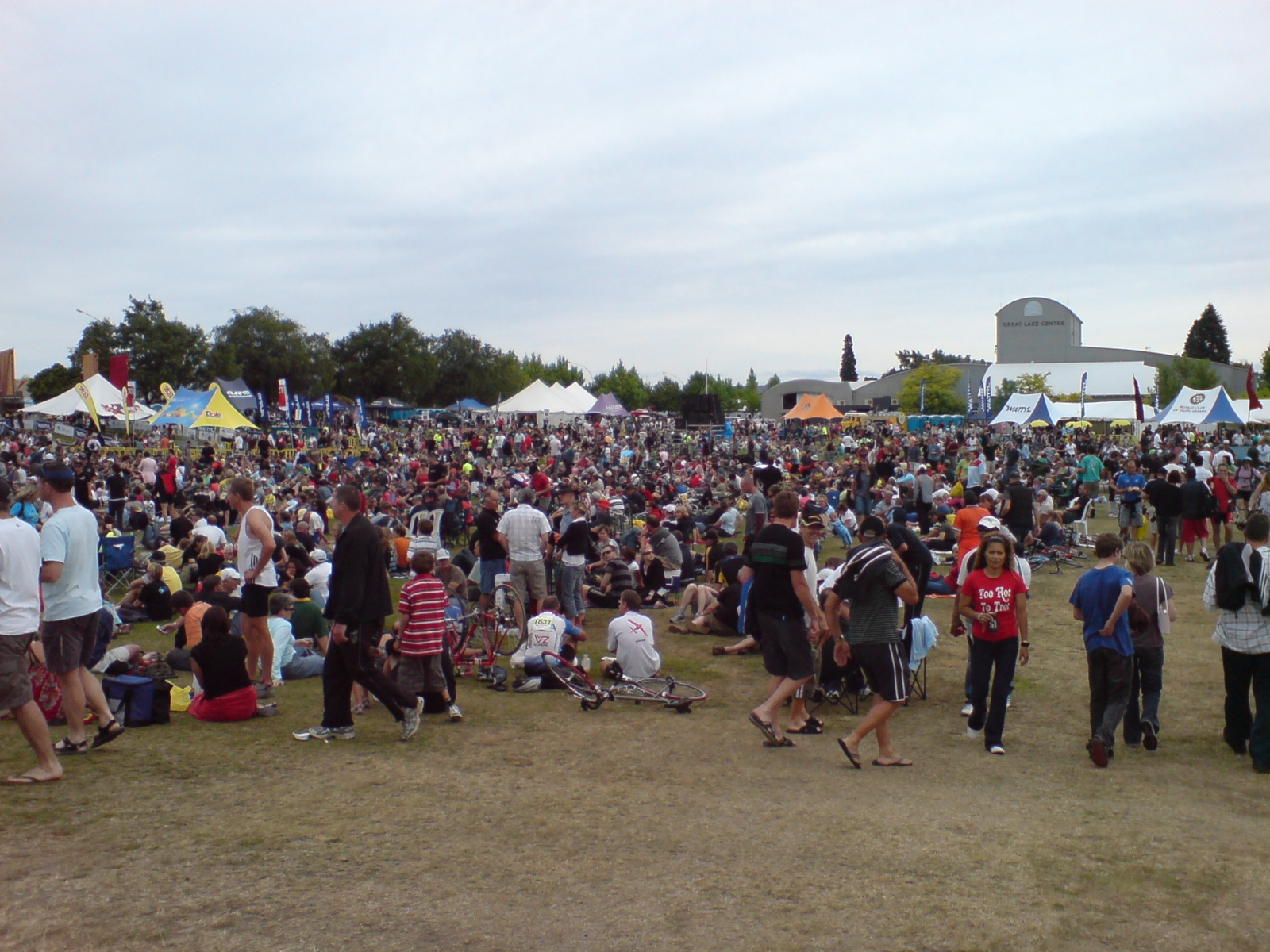
La gente descansando en el dominio.

## Categorías
Consta de 12 opciones de eventos para atender a todos los niveles de habilidades y condiciones físicas:
| Individual (160 km)   | 160 km, una vuelta alrededor del Lago Taupo (la más popular).                                        |
| RaboDirect Relay      | 160 km, se dividen en 2, 3 o 4 ciclistas relevándose en sus puntos de intercambio.                   |
| Huka                  | 160 km, en bicicleta de montaña (paseo no competitivo).                                              |
| Huka Relay            | 160 km, con un reparto de 2 personas con un tramo de 40/42 km cada una (siendo la primera más dura). |
| Tándem                | 160 km, dos personas en una bicicleta tándem.                                                        |
| Enduro                | 320 km, dos circuitos completos, llegando a circular de noche.                                       |
| Enduro Maxi           | 640 km, cuatro circuitos completos, llegando a circular de noche.                                    |
| Enduro Extreme        | 1 280 km, ocho circuitos completos por carretera asfaltada.                                          |
| Men`s Classic Race    | 160 km, solamente hombres no menores de 17 años.                                                     |
| OPI Women`s Road Race | 100 km, Solamente mujeres, no menores de 17 años.                                                    |
| Huka XL Race          | 80 km, competición de élite en dos categorías de hombres y mujeres.                                  |
| Heart Ride            | 5 km, para menores 10 años (una persona mayor de 18 años debe acompañarla).                          |